# لويس كاتر ويلر
لويس كاتر ويلر (بالإنجليزية: Louis Cutter Wheeler)‏ هو عالم نبات أمريكي، ولد في 1910، وتوفي في 1980.